# Polyhalogenové ionty
Polyhalogenové ionty jsou skupinou vícejaderných kationtů a aniontů obsahujících pouze halogenové ionty. Polyhalogenové ionty lze rozdělit do dvou tříd: na isopolyhalogenové ionty, které obsahují pouze jeden typ halogenu a na heteropolyhalogenové ionty, součástí kterých je více typů halogenů.

## Úvod
Bylo objeveno mnoho polyhalogenových iontů, jejichž soli byly izolovány v pevném stavu a byla charakterizována jejich struktura. Následující tabulky shrnují některé známé polyhalogenové ionty:
| počet atomů v kationtu | kationty              |
| ---------------------- | --------------------- |
| 2                      | [Cl2]+, [Br2]+, [I2]+ |
| 3                      | [Cl3]+, [Br3]+, [I3]+ |
| 4                      | [Cl4]+, [I4]2+        |
| 5                      | [Br5]+, [I5]+         |
| 7                      | [I7]+                 |
| více                   | [I15]3+               |

| počet atomů v kationtu | kationty                                                                        |
| ---------------------- | ------------------------------------------------------------------------------- |
| 3                      | [ClF2]+, [Cl2F]+, [BrF2]+, [IF2]+, [ICl2]+, [IBrCl]+, [IBr2]+, [I2Cl]+, [I2Br]+ |
| 5                      | [ClF4]+, [BrF4]+, [IF4]+, [I3Cl2]+                                              |
| 7                      | [ClF6]+, [BrF6]+, [IF6]+                                                        |

| počet atomů v aniontu | anionty                                                                                                 |
| --------------------- | --- |
| 3                     | [Cl3]−, [Br3]−, [I3]−                                                                                   |
| 4                     | [Br4]2−, [I4]2−                                                                                         |
| 5                     | [I5]−                                                                                                   |
| 7                     | [I7]−                                                                                                   |
| 8                     | [Br8]2−, [I8]2−                                                                                         |
| více                  | [I9]−, [I10]2−, [I10]4−, [I11]−, [I12]2−, [I13]3−, [I16]2−, [I22]4−, [I26]3−, [I26]4−, [I28]4−, [I29]3− |

| počet atomů v aniontu | anionty |
| --------------------- | --- |
| 3                     | [ClF2]−, [BrF2]−, [BrCl2]−, [IF2]−, [ICl2]−, [IBrF]−, [IBrCl]−, [IBr2]−, [I2Cl]−, [I2Br]−, [AtBrCl]−, [AtBr2]−, [AtICl]−, [AtIBr]−, [AtI2]− |
| 5                     | [ClF4]−, [BrF4]−, [IF4]−, [ICl3F]−, [ICl4]−, [IBrCl3]−, [I2Cl3]−, [I2BrCl2]−, [I2Br2Cl]−, [I2Br3]−, [I4Cl]−, [I4Br]−                        |
| 6                     | [IF5]2− |
| 7                     | [ClF6]−, [BrF6]−, [IF6]−, [I3Br4]− |
| 9                     | [IF8]− |

## Struktura

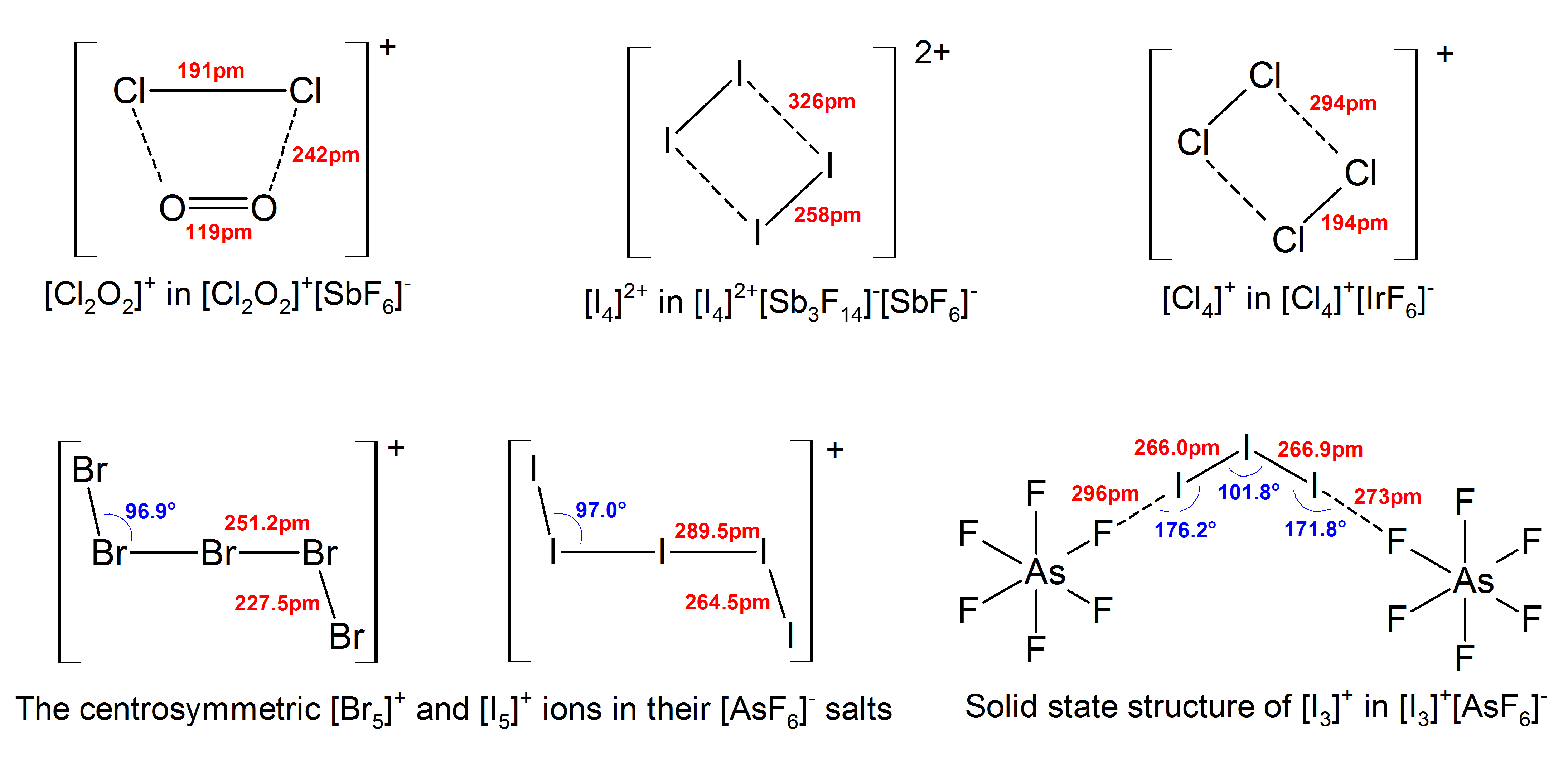
Struktura některých isopolyhalogenových kationtů

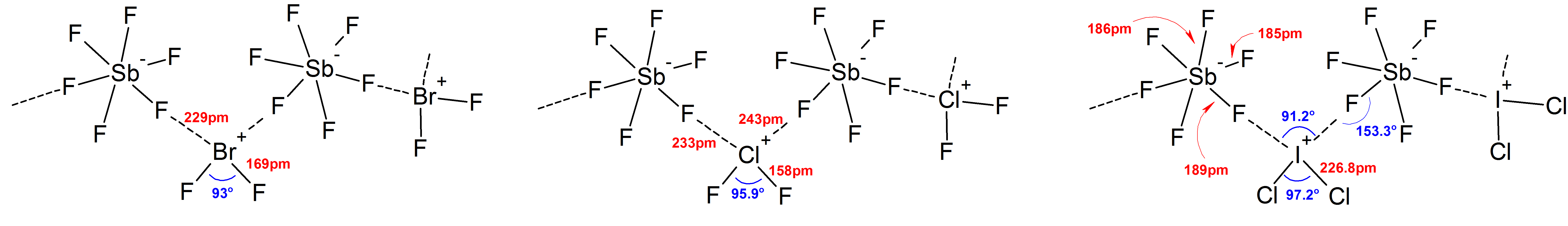
Struktura polyhalogenových iontů [BrF_{2}^{+}, [ClF_{2}^{+}, [ICl_{2}]+ v jejich pevných [SbF_{6}^{−} solích.

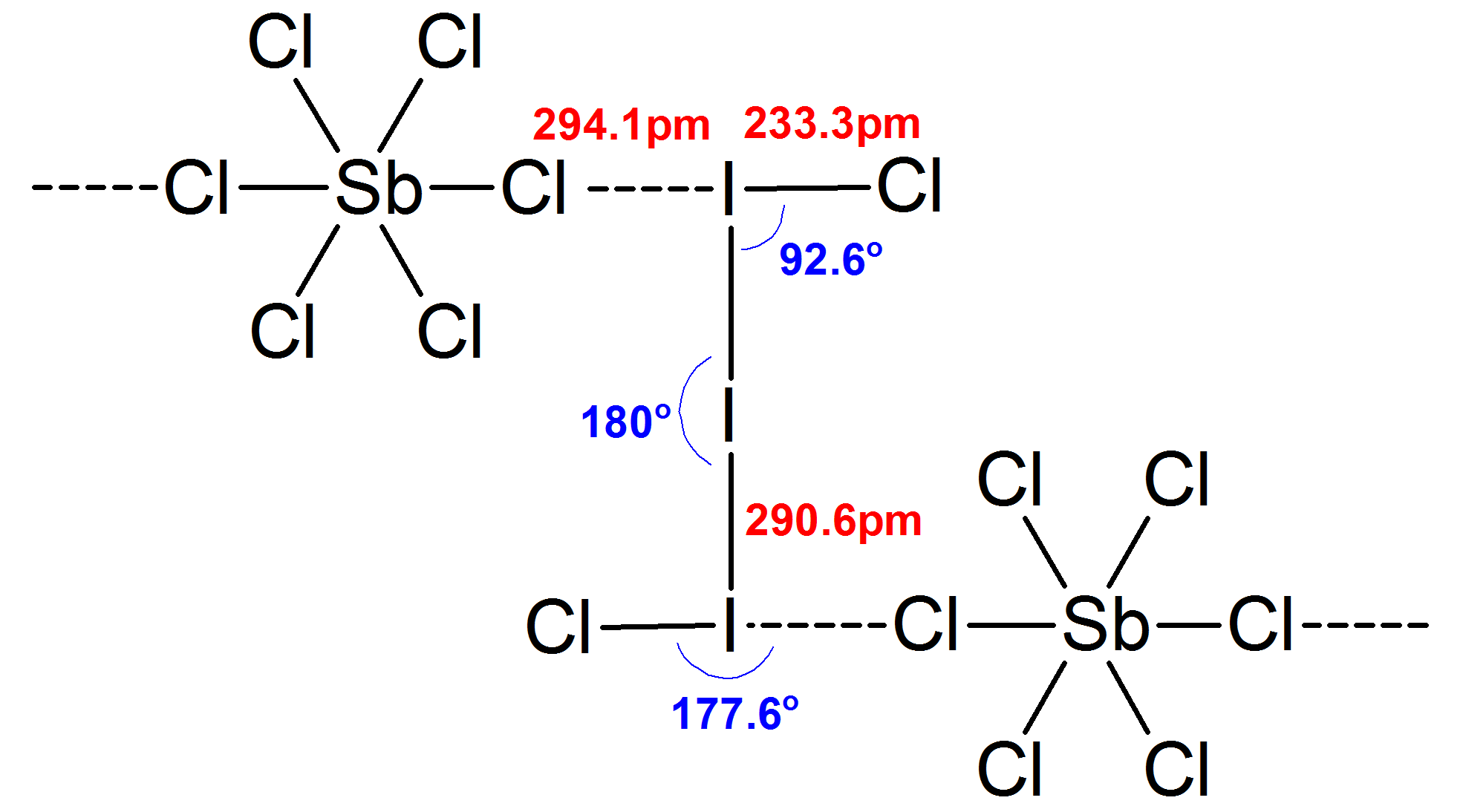
Struktura [I_{3}Cl_{2}^{+} v pevném skupenství v [I_{3}Cl_{2}^{+}[AsCl_{6}^{−}.

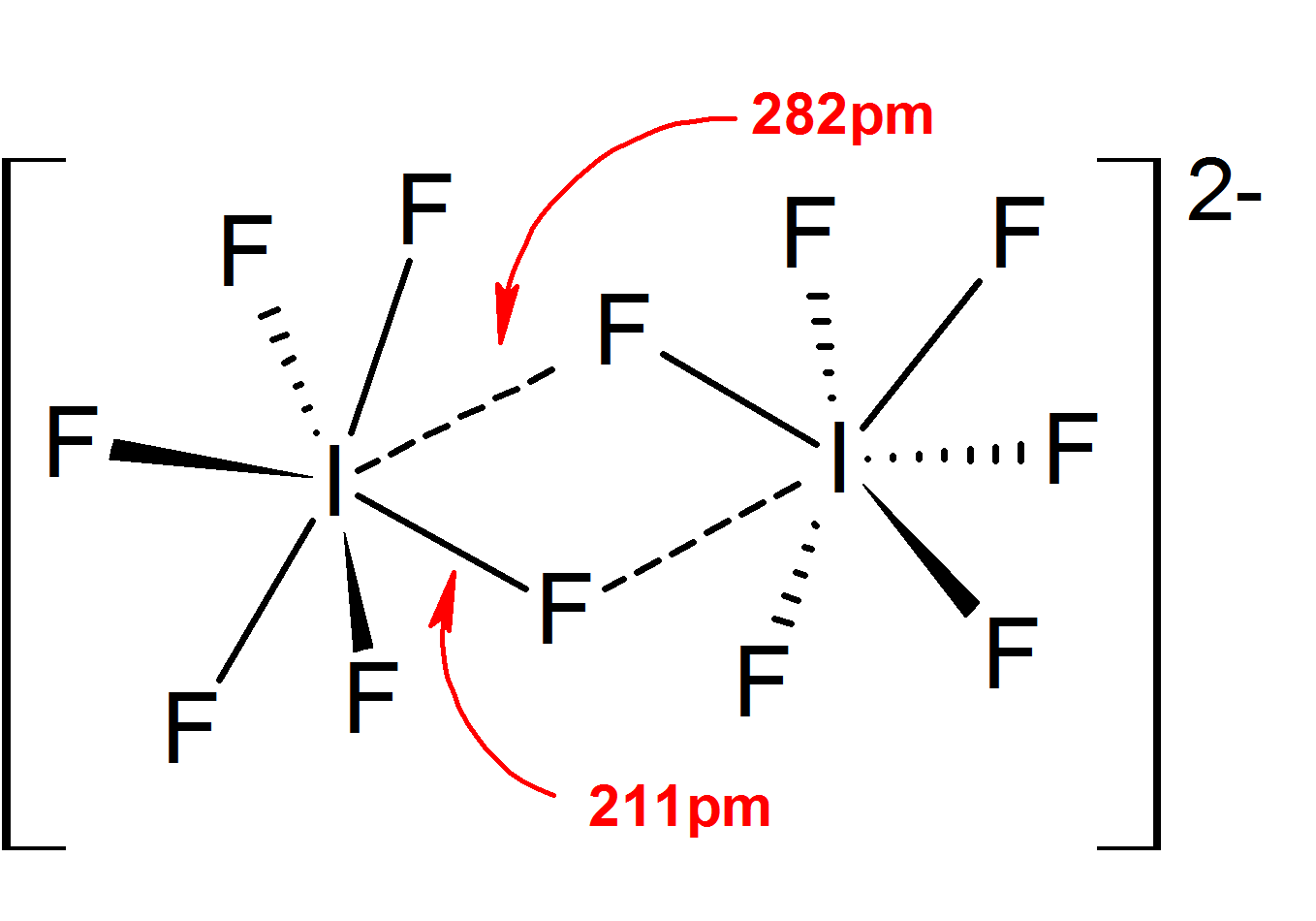
Struktura dimeru [I_{2}F_{12}^{2−} přítomném v [Me_{4}^{+}[IF_{6}^{−}.

Většina strukturních údajů o polyhalogenových iontech bylo zjištěno pomocí infračervené spektroskopie, ramanovy spektroskopie a rentgenové krystalografie. Polyhalogenové ionty mají vždy nejtěžší a nejméně elektronegativní iont jako centrální atom, což způsobuje v některých případech nesymetričnost iontu. Například [Cl2F]+ má strukturu [Cl−Cl−F]+ nikoli [Cl−F−Cl]+.

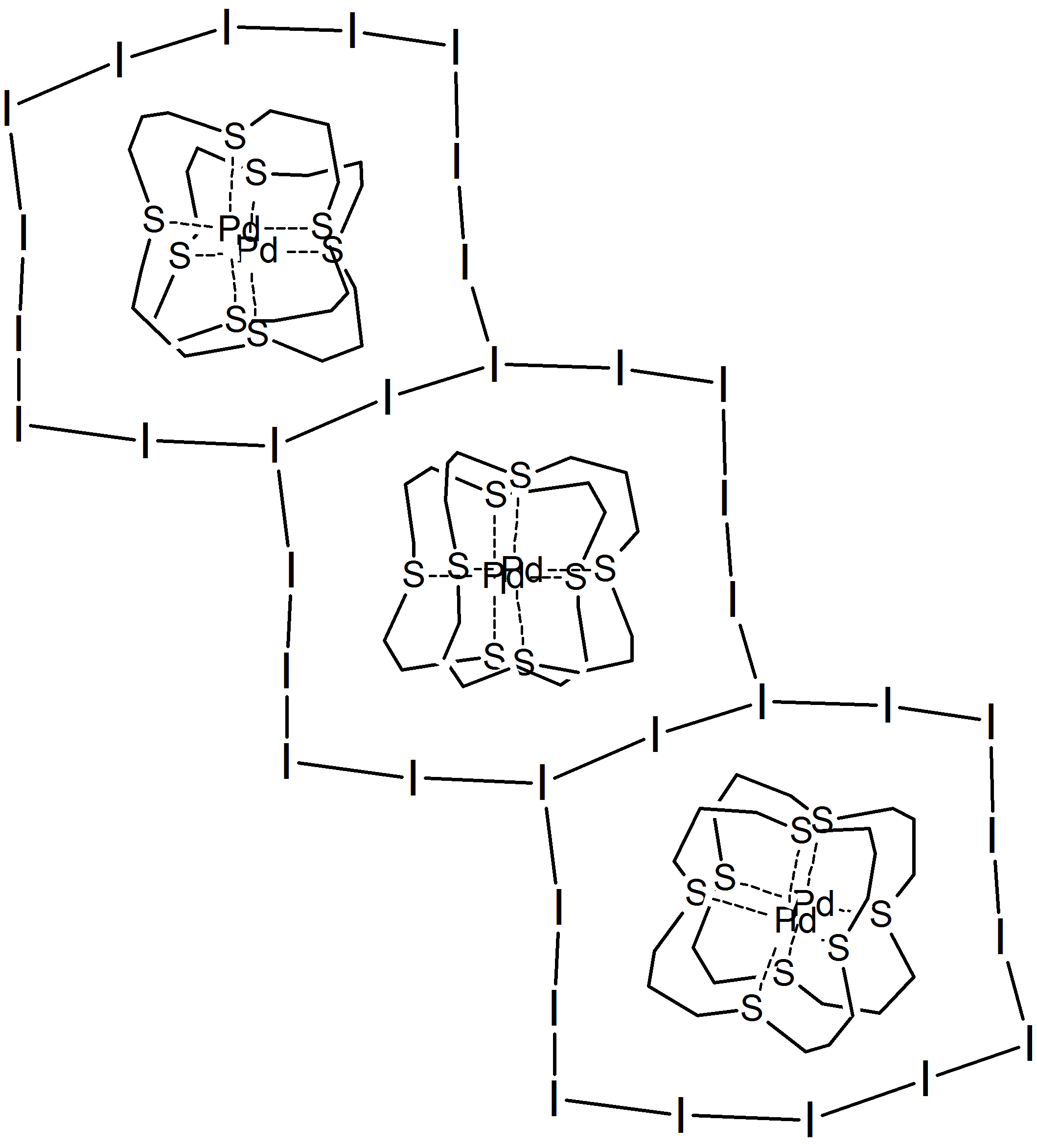
14členné kruhové pole atomů jódu v [([16]anS_{4})PdIPd([16]anS_{4})][I_{11}

Obecně jsou struktury heteropolyhalogenových iontů a nižších isopolyhalogenových iontů v souladu s teorií VSEPR. Avšak existují výjimečné případy například, když je centrální atom těžký a má sedm osamocených párů, jako [BrF6]− a [IF6]−, které mají pravidelné oktaedrické uspořádání fluoridových ligandů, na rozdíl od nepravidelného, kvůli přítomnosti stereochemicky inertních osamocených párů. V strukturách v pevném skupenství bylo zjištěno více odchylek od ideálního modelu VSEPR, kvůli silným interakcím mezi kationtem a aniontem, což také komplikuje interpretaci dat z vibrační spektroskopie. Ve všech známých strukturách solí polyhalogenových aniontů mají anionty blízký kontakt s kationty díky halogenovým můstkům. Například v pevném skupenství není [IF6]− pravidelně oktaedrický, protože struktura [(CH3)4N]+[IF6]− v pevném stavu odhaluje volně vázané dimery [I2F11]2−. Významnou interakci mezi kationty a anionty lze také najit v [BrF2]+[SbF6]−, [ClF2]+[SbF6]− a [BrF4]+[Sb6F11]−.
| Tvar                    | Ionty                                                                           |
| ----------------------- | ------------------------------------------------------------------------------- |
| lineární                | [ClF2]−, [BrF2]−, [BrCl2]−, [IF2]−, [ICl2]−, [IBr2]−, [I2Cl]−, [I2Br]−          |
| lomená                  | [ClF2]+, [Cl2F]+, [BrF2]+, [IF2]+, [ICl2]+, [I2Cl]+, [IBr2]+, [I2Br]+, [IBrCl]+ |
| čtverec                 | [ClF4]−, [BrF4]−, [IF4]−, [ICl4]−                                               |
| houpačka                | [ClF4]+, [BrF4]+, [IF4]+                                                        |
| pětiúhelník             | [IF5]2−                                                                         |
| oktaedr                 | [ClF6]+, [BrF6]+, [IF6]+, [ClF6]−, [BrF6]−, [IF6]−                              |
| tetragonální antiprizma | [IF8]−                                                                          |

Ionty [I3Cl2]+ a [I3Br2]+ mají strukturu typu trans-Z, analogickou ke struktuře [I5]+.

### Vyšší polyjodidy
Polyjodidové ionty mají mnohem komplikovanější strukturu. Jednotlivé polyjodidy mají většinou lineární sekvence atomů a iontů jodu, které lze popsat asociací mezi jednotkami I2, I− and [I3]−, které odráží původ polyjodidu. V pevném skupenství mohou polyjodidy vzájemně interagovat a vytvářet řetězce, kruhy nebo komplikované dvourozměrné a trojrozměrné sítě.

## Vazba
Vazby v polyhalogenových iontech využívají převážně p-orbitaly. Významná účast d-orbitalů ve vazbě je nepravděpodobná, protože by bylo potřeba mnoho propagační energie, zatímco v iontech obsahujících jod se očekává malá účast s-orbitalu, kvůli efektu inertního páru, což naznačují data z Mössbauerovy spektroskopie. Žádný vazebný model však dosud nebyl schopen reprodukovat tak široký rozsah délek a úhlů vazeb, který byl dosud pozorován.
Jak lze předpokládat ze skutečnosti, že při ionizaci X2 na [X2]+ je z antivazebného orbitalu odebrán elektron, pořadí a síla vazby v [X2]+ se zvýší ,a proto jsou meziatomové vzdálenosti v iontu menší než v X2.
Lineární nebo téměř lineární trojatomové polyhalogenidy mají slabší a delší vazby ve srovnání s dvouatomárními interhalogenidy nebo halogenidy, což odpovídá dodatečnému odpuzování mezi atomy při přidání halogenidového iontu k neutrální molekule. Existuje i další model zahrnující použití rezonanční teorie, například [ICl2]− lze považovat za rezonanční hybrid následujících kánonických forem:
Důkazem podporujícím tuto teorii jsou délky vazeb (255 pm v [ICl2]− a 232 pm v ICl(g)) a vlnové délky protahování vazeb (267 a 222 cm−1 pro symetrické a asymetrické protahování v [ICl2]− oproti 384 cm−1 v ICl), což naznačuje řád vazeb přibližně 0,5 pro každou vazbu I-Cl v [ICl2]−, což je v souladu s interpretací pomocí rezonanční teorie. Podobně lze interpretovat i další trojatomové ionty [XY2]−.
Přestože mají redukované uspořádání vazeb, jsou všechny tři atomy halogenů pevně vázány. Vazba F-F v trifluoridu s vazebným řádem 0,5 má sílu 30 kcal/mol, což je jen o 8 kcal/mol méně než u vazby F-F v difluoridu, jehož vazebný řád je 1.

## Příprava
Na přípravu polyhalogenových iontů lze pohlížet jako na samodisociaci původních interhalogenů nebo halogenů:
- 2 XYn ⇌ [XYn−1]+ + [XYn+1]−
- 3 X2 ⇌ [X3]+ + [X3]−
- 4 X2 ⇌ [X5]+ + [X3]−
- 5 X2 ⇌ 2 [X2]+ + 2 [X3]−

### Polyhalogenové kationty
Obecně existují dvě strategie pro přípravu polyhalogenových kationtů:
- Reakcí vhodného interhalogenu s Lewisovou kyselinou (jako například halogenidy boru, hliníku, fosforu, arsenu, nebo antimonu) buď v inertním nebo oxidačním rozpouštědle (jako například bezvodý fluorovodík) nebo i bez rozpouštědla, za vzniku polyhalogenového kationtu:

XYn + MYm → [XYn−1]+ + [MYm+1]−
- Oxidativním procesem, ve kterém halogen nebo interhalogen reaguje s oxidačním činidlem nebo Lewisovou kyselinou za vzniku kationtu:

Cl2 + ClF + AsF5 → [Cl3]+[AsF6]−
- V některých případech Lewisova kyselina (akceptor fluoridů) funguje jako oxidační činidlo:

3 I2 + 3 SbF5 → 2 [I3]+[SbF6]− + SbF3
První metoda se obvykle používá pro přípravu heteropolyhalogenových kationtů, druhá je použitelná pro obě metody. Oxidativní proces he užitečný k přípravě kationtů [IBr2]+, [ClF6]+, [BrF6]+, protože jejich mateřské interhalogeny IBr3, ClF7 a BrF7 nebyly nikdy izolovány:
Br2 + IOSO2F → [IBr2]+[SO3F]−
2 ClF5 + 2 PtF6 → [ClF6]+[PtF6]− + [ClF4]+[PtF6]−
BrF5 + [KrF]+[AsF6]− → [BrF6]+[AsF6]− + Kr
Příprava některých polyhalogenových kationtů je shrnuta v tabulce níže:
| Kationt                | Chemická rovnice                                                    | Další podmínky                                           |
| ---------------------- | ------------------------------------------------------------------- | -------------------------------------------------------- |
| [Cl2]+ (jako [Cl2O2]+) | Cl2 + [O2]+[SbF6]− → [Cl2O2]+[SbF6]−                                | v bezvodém fluorovodíku při nízkých teplotách            |
| [Br2]+                 | Br2 (v BrSO3F) + 3 SbF5 → [Br2]+[Sb3F16]− (nevyčíslená)             | při pokojové teplotě                                     |
| [I2]+                  | 2 I2 + S2O6F2 → 2 [I2]+[SO3F]−                                      | v kyselině fluorosírové                                  |
| [Cl3]+                 | Cl2 + ClF + AsF5 → [Cl3]+[AsF6]−                                    | při teplotě −78 °C (195 K)                               |
| [Br3]+                 | 3 Br2 + 2 [O2]+[AsF6]− → 2 [Br3]+[AsF6]− + 2 O2                     |                                                          |
| [I3]+                  | 3 I2 + S2O6F2 → 2 [I3]+[SO3F]−                                      |                                                          |
| [Cl4]+                 | 2 Cl2 + IrF6 → [Cl4]+[IrF6]−                                        | v bezvodém fluorovodíku při teplotách pod −80 °C (193 K) |
| [I4]2+                 | 2 I2 + 3 AsF5 → [I4]2+[AsF6]−2 + AsF3                               | v kapalném oxidu siřičitém                               |
| [Br5]+                 | 8 Br2 + 3 [XeF]+[AsF6]− → 3 [Br5]+[AsF6]− + 3 Xe + BrF3             |                                                          |
| [I5]+                  | 2 I2 + ICl + AlCl3 → [I5]+[AlCl4]−                                  |                                                          |
| [I7]+                  | 7 I2 + S2O6F2 → 2 I7SO3F                                            |                                                          |
| [ClF2]+                | ClF3 + AsF5 → [ClF2]+[AsF6]−                                        |                                                          |
| [Cl2F]+                | 2 ClF + AsF5 → [Cl2F]+[AsF6]−                                       | při teplotách pod −76 °C (197 K)                         |
| [BrF2]+                | 5 BrF3 + 2 Au → 3 BrF + 2 [BrF2]+[AuF4]−                            | s přebytkem fluoridu bromitého                           |
| [IF2]+                 | IF3 + AsF5 → [IF2]+[AsF6]−                                          |                                                          |
| [ICl2]+                | ICl3 + SbCl5 → [ICl2]+[SbCl6]−                                      |                                                          |
| [IBr2]+                | Br2 + IOSO2F → [IBr2]+[SO3F]−                                       |                                                          |
| [ClF4]+                | ClF5 + SbF5 → [ClF4]+[SbF6]−                                        |                                                          |
| [BrF4]+                | BrF5 + AsF5 → [BrF4]+[AsF6]−                                        |                                                          |
| [IF4]+                 | IF5 + 2 SbF5 → [IF4]+[Sb2F11]−                                      |                                                          |
| [ClF6]+                | Cs2[NiF6] + 5 AsF5 + ClF5 → [ClF6]+[AsF6]− + Ni[AsF6]2 + 2 Cs[AsF6] |                                                          |
| [BrF6]+                | [KrF]+[AsF6]− + BrF5 → [BrF6]+[AsF6]− + Kr                          |                                                          |
| [IF6]+                 | IF7 + BrF3 → [IF6]+[BrF4]−                                          |                                                          |

### Polyhalogenové anionty
Pro přípravu polyhalogenových aniontů existují také dvě hlavní strategie:
- Reakcí interhalogenu nebo halogenů s Lewisovou kyselinou, nejčastěji fluoridem

[(CH3CH2)4N]+Y− + XYn → [(CH3CH2)4N]+[XYn+1]−
X2 + X− → [X3]−
- Oxidací jednoduchých halogenidů:

KI + Cl2 → K+[ICl2]−
Příprava některých polyhalogenových aniontů je shrnuta v tabulce níže:
| Aniont                                | Chemická rovnice                                           | Další podmínky |
| ------------------------------------- | ---------------------------------------------------------- | --- |
| [Cl3]−, [Br3]−, [I3]−                 | X2 + X− → [X3]− (X = Cl, Br, I)                            | |
| [Br3]−                                | Br2 + [(CH3CH2CH2CH2)4N]+Br− → [(CH3CH2CH2CH2)4N]+[Br3]−   | V 1,2-dichlorethanu nebo kapalném oxidu siřičitém. [Br3]− neexistuje v roztocích a vzniká pouze když sůl krystalizuje. |
| [Br5]−                                | 2 Br2 + [(CH3CH2CH2CH2)4N]+Br− → [(CH3CH2CH2CH2)4N]+[Br5]− | V 1,2-dichlorethanu nebo kapalném oxidu siřičitém s přebytkem bromu.                                                   |
| [ClF2]−                               | ClF + CsF → Cs+[ClF2]−                                     | |
| [BrCl2]−                              | Br2 + Cl2 + 2 CsCl → 2 Cs+[BrCl2]−                         | |
| [ICl2]−                               | KI + Cl2 → K+[ICl2]−                                       | |
| [IBr2]−                               | CsI + Br2 → Cs+[IBr2]−                                     | |
| [AtBr2]−, [AtICl]−, [AtIBr]−, [AtI2]− | AtY + X− → [AtXY]− (X = I, Br, Cl; Y = I, Br)              | |
| [ClF4]−                               | NOF + ClF3 → [NO]+[ClF4]−                                  | |
| [BrF4]−                               | 6 KCl + 8 BrF3 → 6 K+[BrF4]− + 3 Cl2 + Br2                 | S přebytkem fluoridu bromitého.                                                                                        |
| [IF4]−                                | 2 XeF2 + [(CH3)4N]+I− → [(CH3)4N]+[IF4]− + 2 Xe            | Reaktanty byly smíchány při −31 °C (242 K) a poté zahřáty na 24,85 °C (298 K), aby reakce pokračovala.                 |
| [ICl4]−                               | KI + ICl3 → K+[ICl4]−                                      | |
| [IF5]2−                               | IF3 + 2 [(CH3)4N]+F− → [(CH3)4N+]2[IF5]2−                  | |
| [IF6]−                                | IF5 + CsF → Cs+[IF6]−                                      | |
| [I3Br4]−                              | [Ph4P]+Br− + 3 IBr → [Ph4P]+[I3Br4]−                       | |
| [IF8]−                                | IF7 + [(CH3)4N]+F− → [(CH3)4N]+[IF8]−                      | V acetonitrilu. |

Vyšší polyjodidy vznikají při krystalizaci roztoků o různé koncentrace I− a I2. Například monohydrát K+[I3]− krystalizuje po ochlazení nasyceného roztoku obsahujícího příslušné množství I2 a KI.

## Vlastnosti

### Stabilita
Obecně platí, že velký kationt nebo aniont, proti (jako Cs+ nebo [SbF6]−) může pomoct stabilizovat polyhalogenové ionty v pevném stavu.
Polyhalogenové kationty jsou silná oxidační činidla, jak naznačuje skutečnost, že je lze připravit pouze v oxidativních kapalinách jako rozpouštědlech, jako oleum. Nejvíce oxidační a nejvíce nestabilní jsou kationty [X2]+ a [XF6]+ (X = Cl, Br), následované [X3]+ a [IF6]+.
Soli [X2]+ (X = Br, I) jsou termodynamicky poměrně stabilní. Avšak jejich stabilita záleží na superkyselinových rozpouštědlech. Například [I2]+ je stabilní v kyselině fluoroantimoničné (HF s 0,2 N SbF5, H0 = −20,65), avšak disproporcionuje na [I3]+, [I5]+ a I2, když jsou přidány slabší fluoridové akceptory jako NbF5, TaF5 nebo NaF na rozdíl od SbF5.
14 [I2]+ + 5 F− → 9 [I3]+ + IF5
Z polyhalogenových aniontů se stejným kationtem jsou více stabilní ty, jejichž centrální halogen je těžší, symetrické ionty jsou také více stabilní než asymetrické, proto stabilita aniontů se snižuje v pořadí:
[I3]− → [IBr2]− → [ICl2]− > [I2Br]− > [Br3]− > [BrCl2]− > [Br2Cl]−
Heteropolyhalogenové ionty s koordinačním číslem vyšším nebo rovným čtyřem mohou pouze existovat s fluoridovými ligandy.

### Barva
Většina polyhalogenových iontů je intenzivně zbarvena a jejich barva se prohlubuje s rostoucí atomovou hmotností prvků, které je tvoří. Známy komplex škrobu a jodu má sytě modrou barvu díky lineárním iontům[I5]−, které jsou přítomny ve šroubovici amylózy. Některé barvy běžných polyhalogenových iontů jsou uvedeny níže:
- fluorkationty bývají bezbarvé nebo světle žluté, ostatní heteropolyhalogenové ionty jsou oranžové, červené nebo tmavě fialové[4]
- sloučeniny [ICl2]+ jsou vínově červené až jasně oranžové, zatímco sloučeniny [I2Cl]+ jsou tmavě hnědé až purpurově černé
- [Cl3]+ je žlutý
- [Cl4]+ je modrý
- [Br2]+ je třešňově červený
- [Br3]+ je hnědý
- [Br5]+ je tmavě hnědý
- [I2]+ je jasně modrý
- [I3]+ je tmavě hnědý až černý
- [I4]2+ je červený až hnědý
- [I5]+ je zelený až černý, sůl [I5]+[AlCl4]− existuje jako zelenočerné jehličky, ale v tenkých řezech se jeví jako hnědočervený
- [I7]+ je černý, pokud byla jeho existence ve sloučenině [I7]+[SO3F]− prokázána
- [I15]3+ je černý[5]
- [ICl2]− je šarlatově červený
- [ICl4]− je zlatožlutý
- polyjodidy mají velmi tmavé barvy, buď tmavě hnědé nebo tmavě modré

### Chemické vlastnosti
Heteropolyhalogenové kationty jsou výbušné reaktivní oxidanty a kationty mají většinou vyšší reaktivitu než jejich mateřské interhalogeny a rozkládají se reduktivně. Jak lze očekávat z nejvyššího oxidačního čísla +7 v [ClF6]+, [BrF6]+ a [IF6]+, jsou tyto látky extrémně silnými oxidačními činidly, což dokazují níže uvedené reakce:
2 O2 + 2 [BrF6]+[AsF6]− → 2 [O2]+[AsF6]− + 2 BrF5 + F2
Rn + [IF6]+[SbF6]− → [RnF]+[SbF6]− + IF5
Polyhalogenové kationty s nižšími oxidačními stavy mají tendenci disproporcionovat. Například [Cl2F]+ je v roztoku nestabilní a ve směsi HF/SbF5 zcela disproporcionuje i při −76 °C (197 K):
2 [Cl2F]+ → [ClF2]+ + [Cl3]+
[I2]+ se vratně dimeruje při teplotě −80 °C (193 K), což se projevuje tím, že modrá barva paramagnetického [I2]+ se dramaticky mění na červenohnědou barvu diamagnetického [I2]+ a při ochlazení roztoku na teplotu pod −80 °C dojde k poklesu magnetické susceptibility a elektrické vodivosti:
2 [I2]+ ⇌ [I4]2+
Dimerizaci lze přičíst překrýváním polovyplněných π* orbitalů ve dvou [I2]+.
[Cl4]+ v [Cl4]+[IrF6]− je strukturně analogický k [I4]2+, ale rozkládá se při −74 °C (195 K) za vzniku Cl2 a soli [Cl3]+ na rozdíl od [Cl2]+.
Pokusy připravit ClF7 a BrF7 fluorací [ClF6]+ a [BrF6]+ za použití fluoridu nitrosylu nebyly úspěšné, kvůli tomu že se dějí následující reakce:
[ClF6]+[PtF6]− + NOF → [NO]+[PtF6]− + ClF5 + F2
[BrF6]+[AsF6]− + 2 NOF → [NO]+[AsF6]− + [NO]+[BrF6]− + F2
Anionty jsou ve srovnání s kationty méně reaktivní a obecně jsou slabšími oxidanty než jejich mateřské interhalogeny. Jsou méně reaktivní vůči organickým sloučeninám a některé soli mají vysokou termální stabilitu. Soli obsahující polyhalogenové anionty typu M+[XmYnZp]−, kde m + n + p = {3, 5, 7, 9...} mají tendencí disociovat na jednoduché monohalogenidové soli mezi M+ a nejvíce elektronegativním halogenem, takže monohalogenid má nejvyšší energii mřížky. Interhalogen většinou vzniká jako další produkt. Sůl [(CH3)4N]+[ClF4]− se rozkládá při cca 100 °C, a soli [ClF6]− jsou termálně nestabilní a mohou explodovat dokonce při −31 °C.